# (8921) 1996 VH30
1996 في إتش 30 (ويعرف أيضًا باسم (8921) 1996 في إتش 30 وفق تسمية الكوكب الصغير) (بالإنجليزية: 1996 VH30)‏ هو كويكب ضمن حزام الكويكبات؛ وترتيبه 8921 من حيث الاكتشاف.
اكتُشف هذا الجُرم الفلكي بواسطة هيروشي كانيدا في 7 نوفمبر 1996.

## وصلات خارجية
- (8921) 1996 VH30 في قاعدة بيانات مختبر الدفع النفاث لأجرام النظام الشمسي الصغيرة

- الاكتشاف · مخطط المدار ·  العناصر المدارية · المعلمات المادية

- (8921) 1996 VH30 على موقع ويكي سكاي: DSS2, SDSS, GALEX, IRAS, Hydrogen α, X-Ray, Astrophoto, Sky Map, Articles and images